# Biatorbágyi vasúti viadukt
A biatorbágyi (eredetileg torbágyi) vasúti viadukt egy kettős vasúti völgyhíd összefoglaló neve a Pest vármegyei Biatorbágy közigazgatási területén, a hegyeshalmi vasútvonal településen átvezető, felhagyott szakaszán; ma Magyarország egyetlen páros vasúti völgyhídja. A viadukt leginkább az itt elkövetett robbantásos merényletről ismert, amellett, hogy a település talán leglátványosabb építészeti emléke és turisztikai vonzereje. A két műtárgy műszaki érdekességét elsősorban az adja, hogy a látható harmadik övvel való
megerősítés – amit az 1940-es években alkalmaztak e hidak teherbírásának javítására – egy igen ritkán használt műszaki megoldás vasúti völgyhidak esetében. Mivel a vasútvonal ma már elkerüli ezt a szakaszt, jelenleg így a viadukt csak látványosságként, sétányként, kerékpárútként (Budapest-Balaton kerékpárút) és kilátóként funkcionál.

## Története

### Építésének időszaka
A biatorbágyi viadukt megépítését azután kezdték meg, miután eldőlt, hogy a Budapest–Hegyeshalom–Rajka-vasútvonalat a mai Biatorbágy lakott területén keresztül, az akkori Bia és Torbágy települések között vezetik el, és szükségessé vált a Füzes-patak völgyének áthidalása. Az első híd a vonal kiépítésével egy időben, 1883-1884-ben létesült, a Budapest-Kelenföld–Újszőny (Komárom) vasútvonal szolgálatára, 2×40,6 méteres támaszközű, hegeszvas anyagú, többszörös rácsozatú felsőpályás acélszerkezetként. Egyetlen középpillére és a két hídfő cölöpalapozással, beton felmenőfalakkal, terméskő burkolattal készült. 1903-ban ennek a hídnak, a nem kielégítő teherbírása miatt, annak növelésére megerősítették a szerkezetét.
A párhuzamos második híd megépítésére akkor került sor, 1898-ban, amikor a vonal kétvágányúsítása miatt egy új, bal vágányt fektettek le. Ennek két hídfője maga is 2×10,0 méteres nyílású boltozat; a Budapest felőli (keleti) hídfő és a közbenső pillér cölöpalapozású, a másik hídfő sík alapon áll. Az áthidaló szerkezet diósgyőri folytacél anyagú, kétszer kéttámaszú párhuzamos övű, oszlopos rácsozatú, süllyesztettpályás szerkezet. A MÁVAG építette hidat 1898. december 20-án adták át a forgalomnak.

### A merénylet

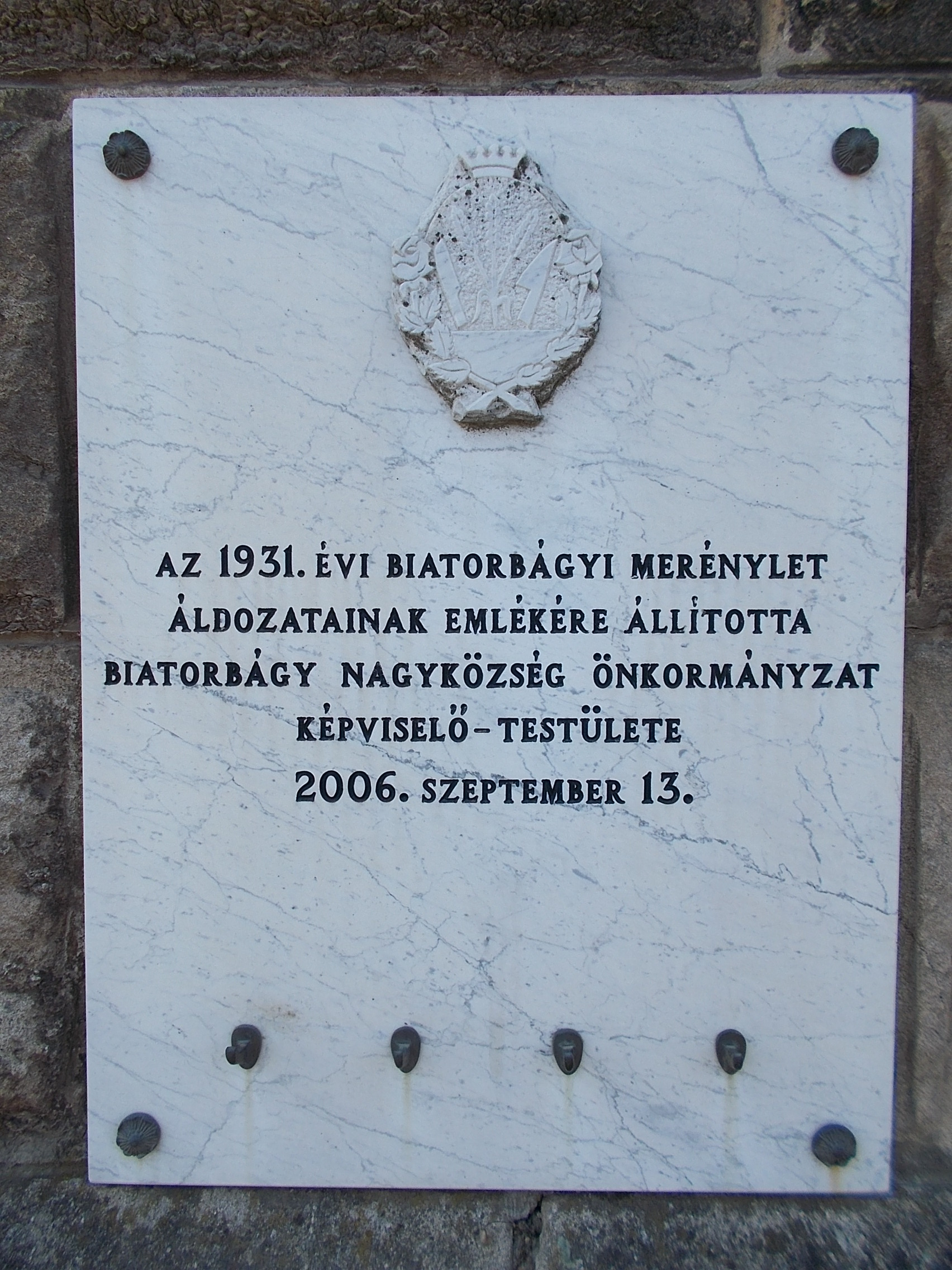
A merénylet 2006-ban állított emléktáblája az északi híd lábánál

1931. szeptember 13-ára virradó éjszaka Matuska Szilveszter felrobbantotta a déli völgyhíd egyik sínszálat a viadukton áthaladó, Budapestről Bécsbe tartó gyorsvonat alatt. Ennek következtében a gőzmozdony és a szerelvény első néhány kocsija a huszonhat méteres mélységbe zuhant; a robbantás összesen 22 ember életét követelte. A merényletet követően, annak ürügyén kezdődött meg az 1930-as évek politikai leszámolása az illegális kommunistákkal.

### Felújítása a robbantás után
Szerencsés körülménye volt a merényletnek, hogy a hídszerkezet csak kisebb mértékben rongálódott meg, így a helyreállítás mindössze húsz napot vett igénybe, és 1931. október 3-án újra átadhatták a viaduktot a forgalomnak. 1933-ban a korábbi hídszerkezetet kicserélték, az új áthidaláshoz a pályakorrekció során feleslegessé vált óbaroki völgyhíd felszerkezetét használták fel. Ez két, egyenként 40,0 m támaszközű, párhuzamos övű, süllyesztett pályás folytacél anyagú hídszerkezet volt. A MÁVAG kivitelezésében készült műtárgyat 1934. május 14-én helyezték forgalomba.
A vasútvonal villamosítása kapcsán megnőtt a vonatok menetsebessége, az ebből adódó terhelésnövekedés pedig az acélszerkezetek további megerősítését tette szükségessé. Ennek érdekében 1941-ben a korábbi, párhuzamos övű kéttámaszú rácsostartó acélszerkezetet egy harmadik, parabola alakú övvel egészítették ki. E harmadik öv aláfeszítése a rácsostartó erőjátékának megváltoztatásával, nem pedig a rácsrudak keresztmetszet-növelésével javította a szerkezet teherbírását; a megoldás előnyei közé tartozott az is, hogy elkészítéséhez nem volt szükség állványzatra.

### Meghiúsult felrobbantása
1944 végén a viaduktot újabb robbantás veszélye fenyegette, a második világháborúban visszavonuló német hadsereg ugyanis előkészítette robbantásra, de erre végül mégsem került sor. Ez – az elterjedt vélekedésekkel szemben – nem a szovjet csapatok gyors előre nyomulásának volt köszönhető, hanem Wiesner Lajos karpaszományos hadapród őrmester, a torbágyi és herceghalmi hídőrség parancsnoka, illetve a térségen áthaladó vasútvonal ellenőrző tisztje személyes bátorságával akadályozta meg. Miután ugyanis 1944. december 23-án írásbeli utasítást kapott a viadukt felrobbantására, sajnálván megsemmisíteni a szívéhez nőtt, szép vasúti szerkezeteket, a németek félrevezetése mellett döntött és evégből egy másik, közeli helyszínen hajtotta végre a robbantást, így megmentve a völgyhidakat.

### Későbbi sorsa
A vonalat ezen a szakaszon 1975-1977 között körülbelül egy kilométerrel északabbra helyezték át, mert a térségben található több kis sugarú ív miatt csak így lehetett növelni a vonatok haladási sebességét. Így a vasútvonal most északról kerüli meg Biatorbágyot, új helyre került a falu vasútállomása is. 1979-ig még jártak vonatok a viadukton, de a szerkezete ezután gyors romlásnak indult, egy időben a lebontását is tervbe vették. Erre azonban nem kerülhetett sor, mivel sikerült megfelelő anyagi forrásokat szerezni a felújítására, valamint a fémszerkezet korrózióvédelmére is. 1994-1995 között kapott utoljára felújítást. A két völgyhíd így ma is áll: a déli le van zárva az átkelő gyalogosforgalom elől (valószínűleg statikai okokból), az északin kerékpárút vezet át, a lábazaton pedig emléktábla emlékeztet a merényletre. A két vasúti műtárgy 2002-ben helyi műemléki védettséget kapott. A felhagyott régi vasúti nyomvonal mentén épült ki a város új központja az önkormányzat épületével, a régi állomás épületében berendezett faluházzal és könyvtárral, a művelődési központtal, a piaccal és a szakorvosi rendelővel (egészségház).

## Megközelítése
A viadukt több irányból is könnyen megközelíthető, lévén, hogy a mai Biatorbágy központi részén fekszik. Közvetlenül a viadukt alatt találkozik, egy ovális kiképzésű körforgalmi csomóponttal a település három főútja, az Ország út – amely az 1-es főúttal, illetve az M1-es autópályával köti össze Biatorbágyot –, a Felsőpátyi út – amelyen Páty, Budakeszi és Zsámbék felől érhetünk el ide –, illetve a Szabadság út, a biai településrész főútja, amely Sóskút, Etyek és Herceghalom felől biztosít megközelítési lehetőséget. Biatorbágy Budapest és a környező települések szinte mindegyike felől elérhető a Volánbusz buszjárataival, ezek pedig úgyszólván mind elhaladnak a viadukt alatt. Aki vasúttal érkezne, az 1970-es években a torbágyi városrész északi részén kialakított új biatorbágyi vasútállomástól szűk egy kilométeres, tíz-tizenöt perces sétával érheti el a viaduktot. A körforgalmi csomóponttól a két völgyhíd közötti szakaszon kiépített lépcső vezet fel az északi völgyhíd nyugati hídfőjéhez. Oonnan alig száz méterre, az Ybl Miklós sétányon szépen kiépített autóparkoló várja a gépkocsival érkező látogatókat, ahova a Viadukt utcáról (a Szabadság útnak a körforgalmat követő első, jobb kézre eső kiágazásától) lehet behajtani.
2021-ben készült el a Budapest–Balaton kerékpárút (BUBA) Törökbálint és Biatorbágy közötti szakasza, amely az északi völgyhídon halad át. A kerékpárútra a Forrás utcán (például a Madár-forrásnál levő parkolótól) is fel lehet hajtani, amelynek másik oldala az Ybl Miklós sétányba csatlakozik.

## A viadukt filmekben, irodalomban
A viadukt, illetve a felrobbantását célzó merénylet több filmben is megjelenik. Ezek közé tartozik Várkonyi Zoltán Merénylet című, 1959-ben bemutatott filmje, Básti Lajos főszereplésével, valamint Simó Sándor 1982-es, Viadukt című alkotása, amelyben a robbantót Michael Sarrazin alakította.
Ez utóbbi érdekessége volt, hogy az eredeti helyszínen, ténylegesen egy valódi (hetekkel korábban leselejtezett) vonat felhasználásával forgatták le, mivel az olcsóbbnak bizonyult, mint egy megfelelő makett építése. A forgatás idejére az akkor már évek óta használaton kívül álló völgyhídra visszaépítették a síneket, olyan módon, hogy a vágány egy szakaszon kis ívet képezett, ezáltal a rajta haladó vonat detonáció nélkül is le tudott zuhanni.

## Képgaléria

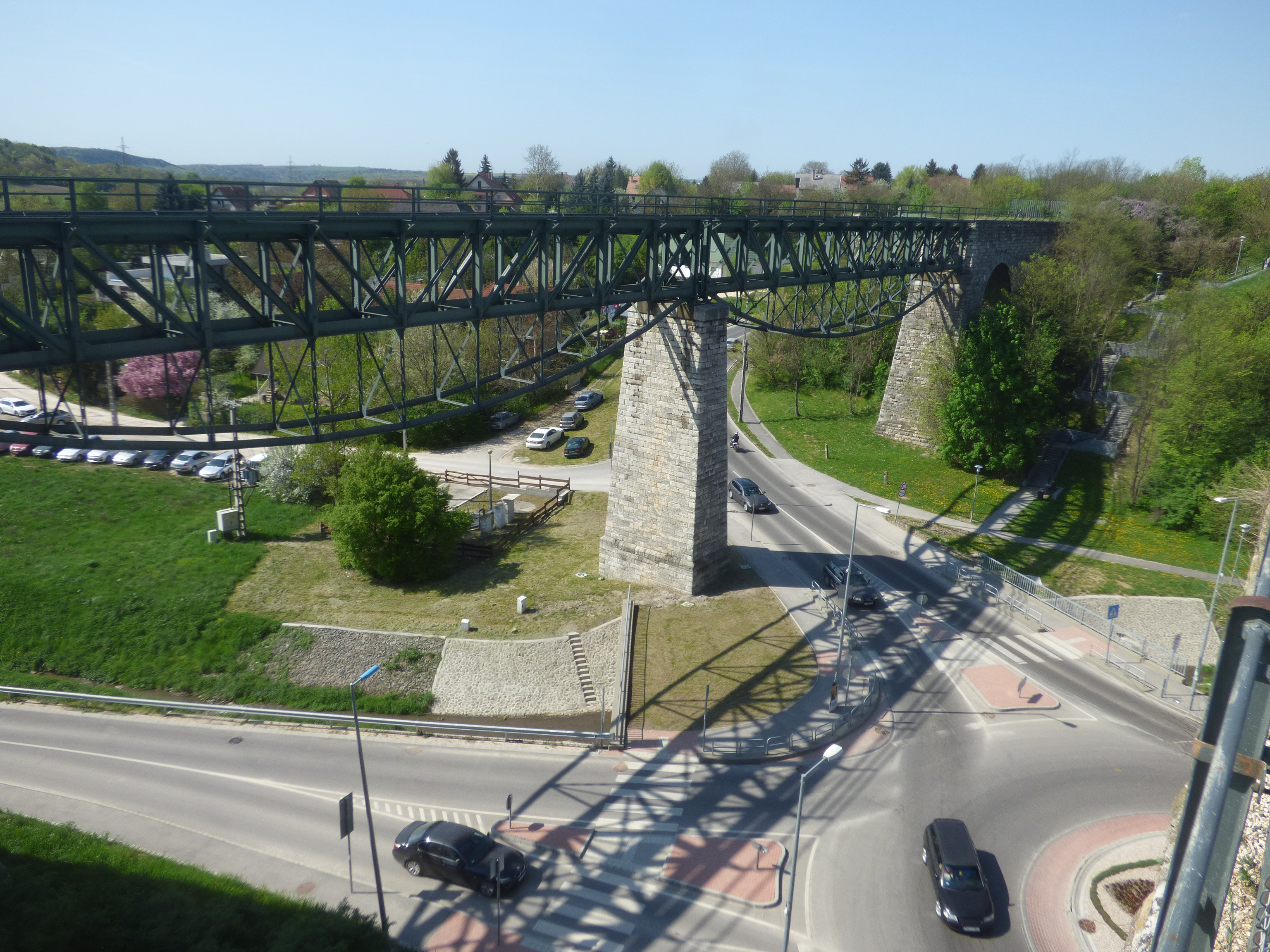
A déli (Bia felőli) völgyhíd az északi híd keleti hídfőjétől nézve
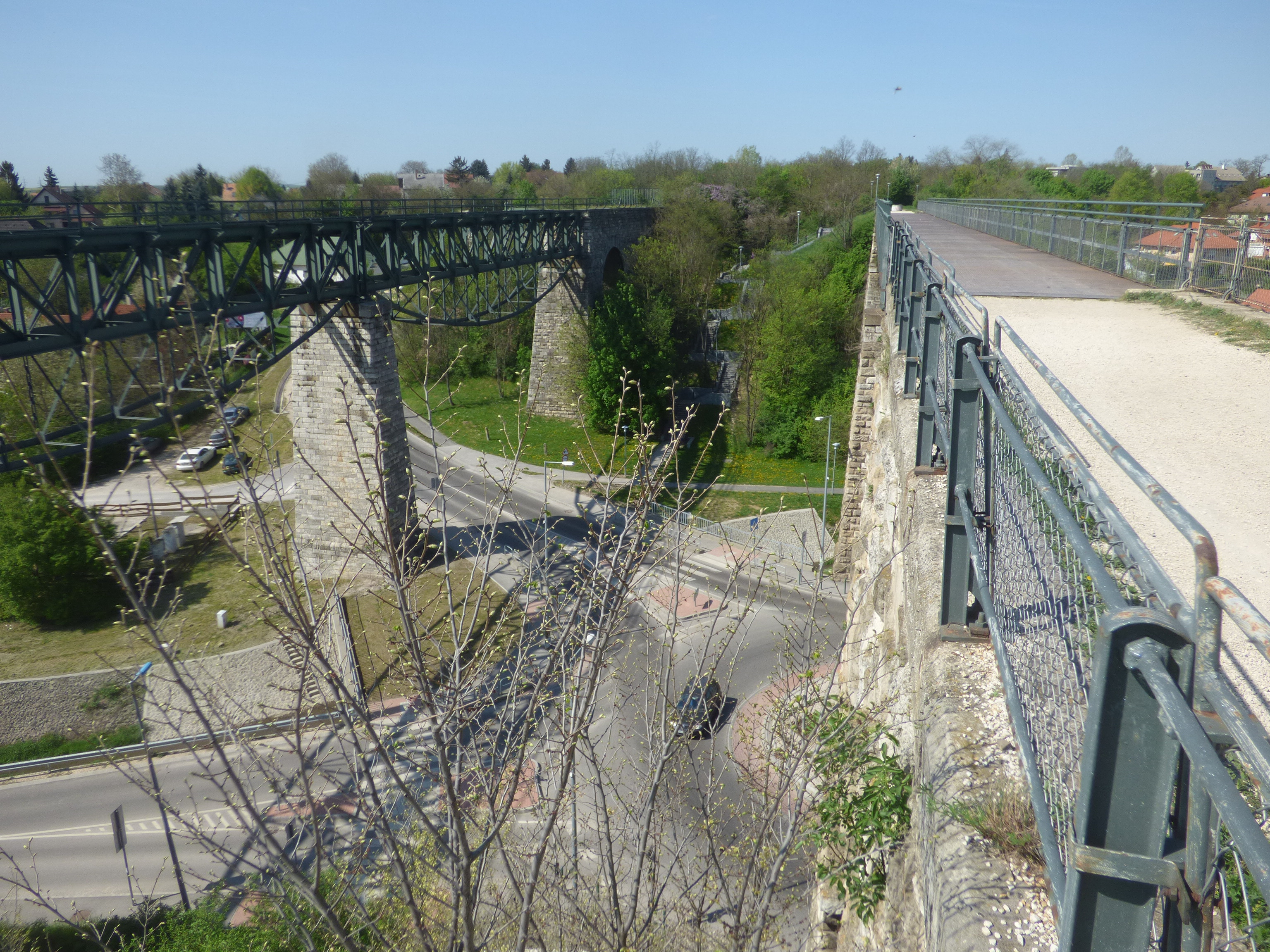
A két völgyhíd együtt, az északi híd keleti hídfőjétől nézve
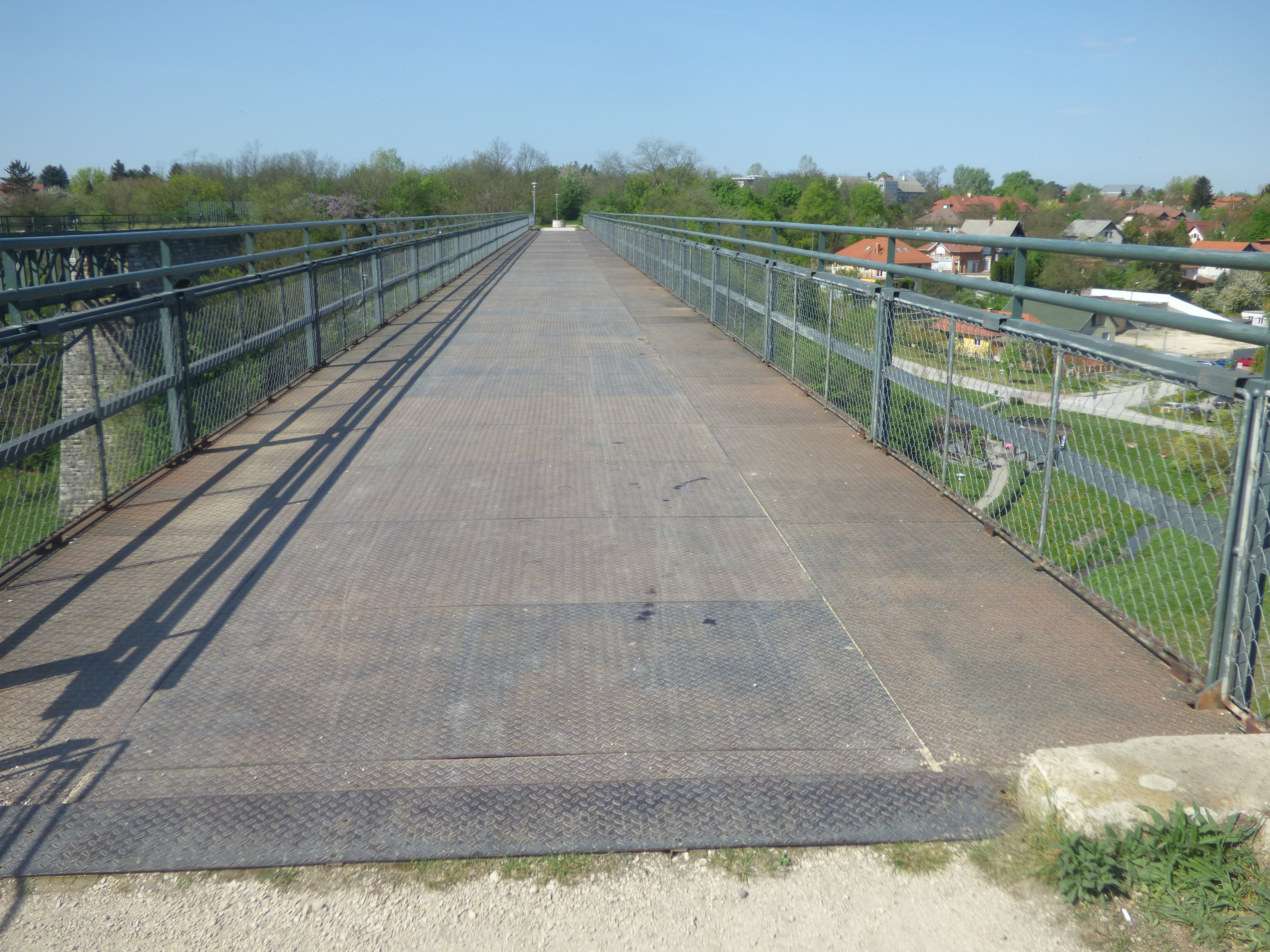
Az északi (Torbágy felőli) völgyhíd felújított, 2021 óta kerékpárútként funkcionáló hídpályája
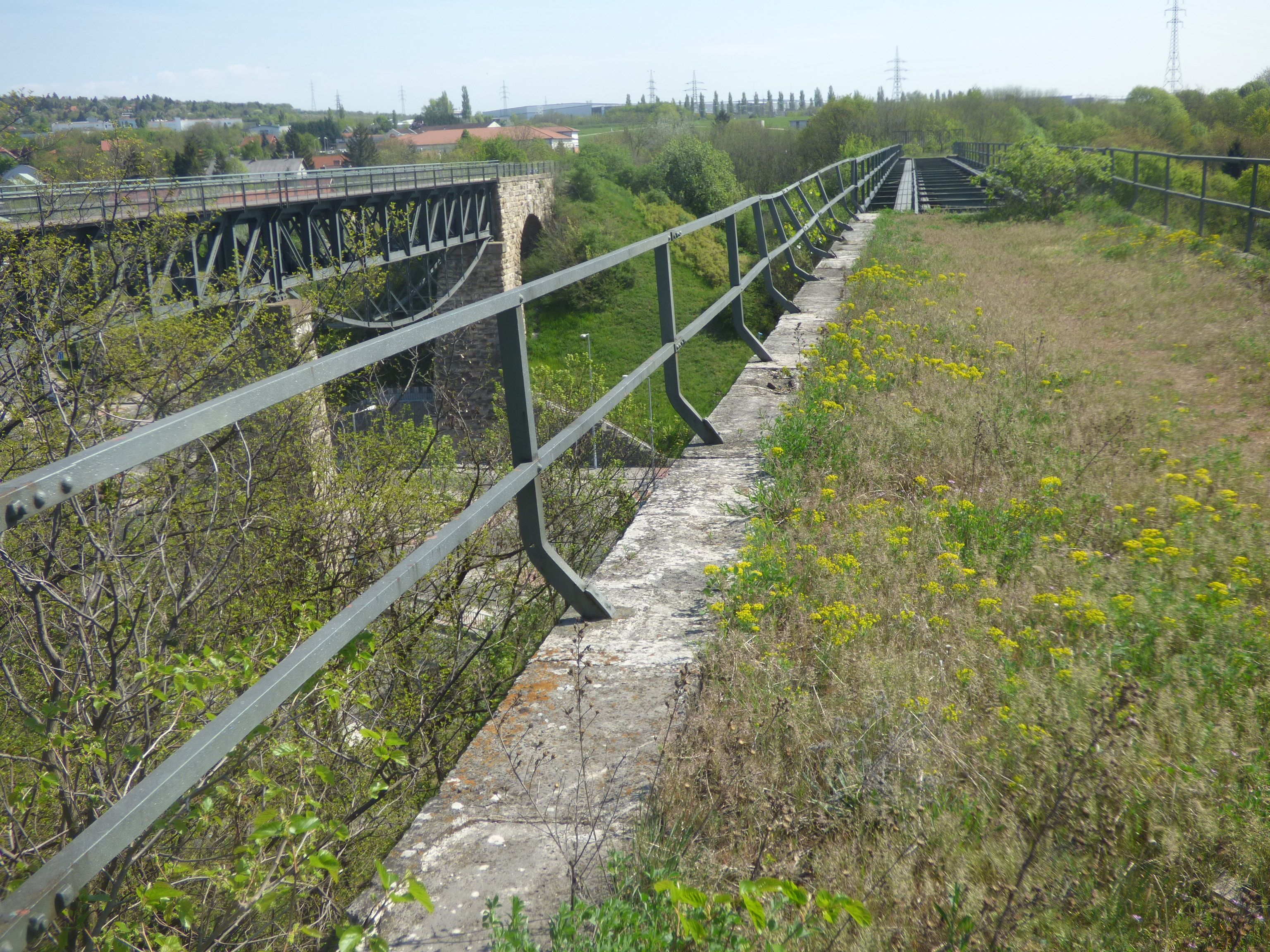
A két völgyhíd együtt, a déli híd nyugati hídfőjétől nézve
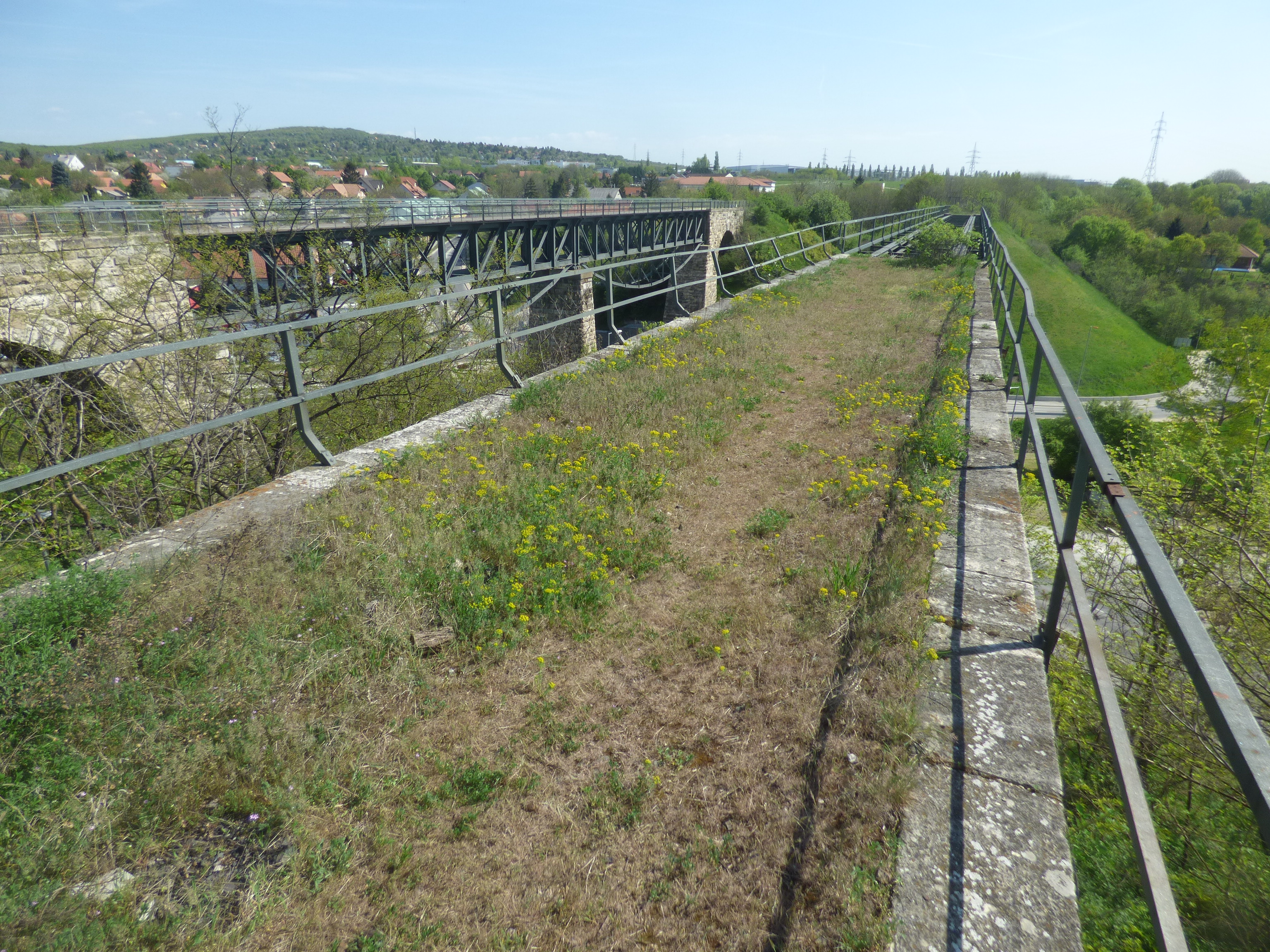
A déli híd el van zárva a gyalogosok elől
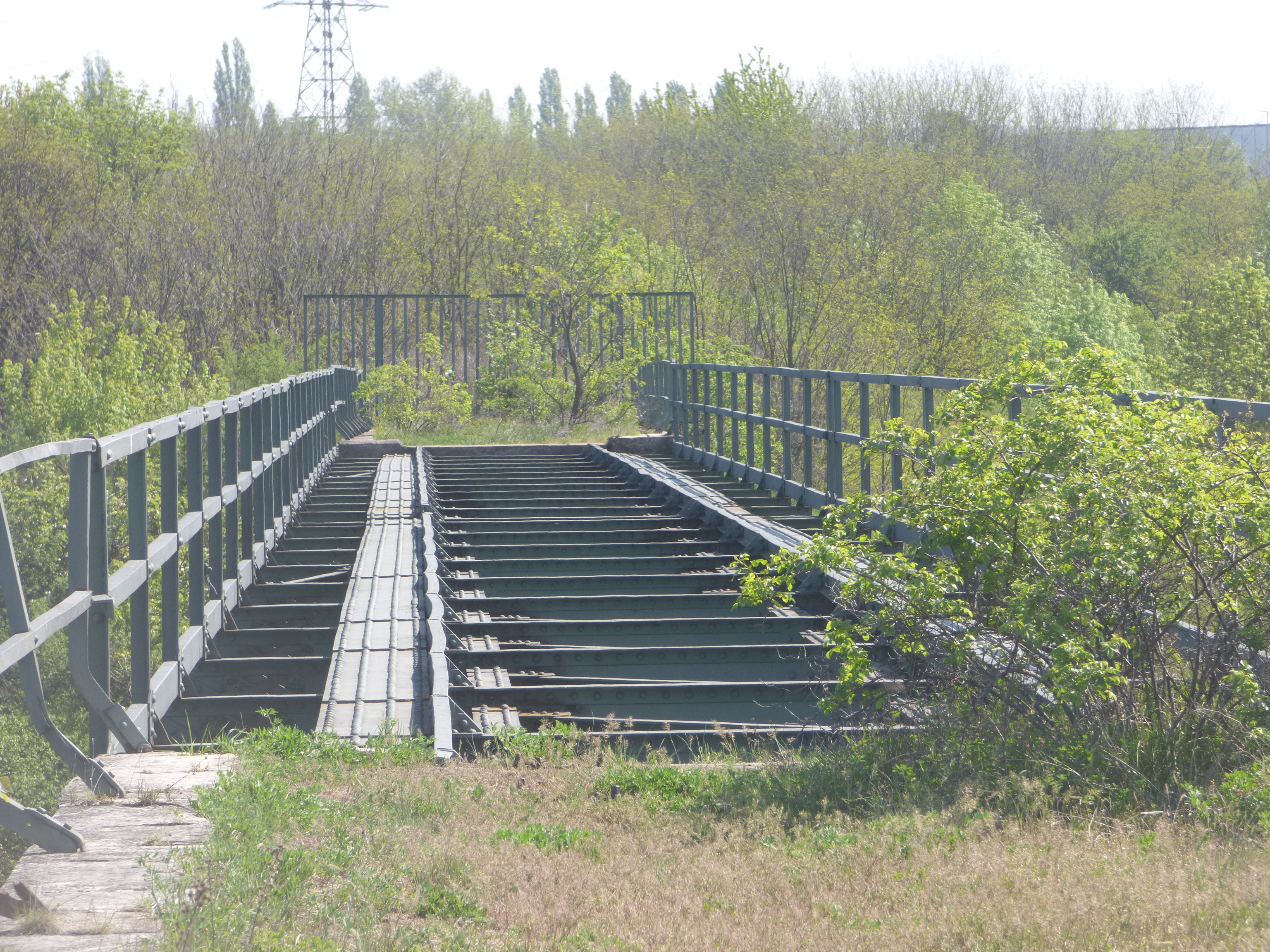
Nem átjárható, le van zárva
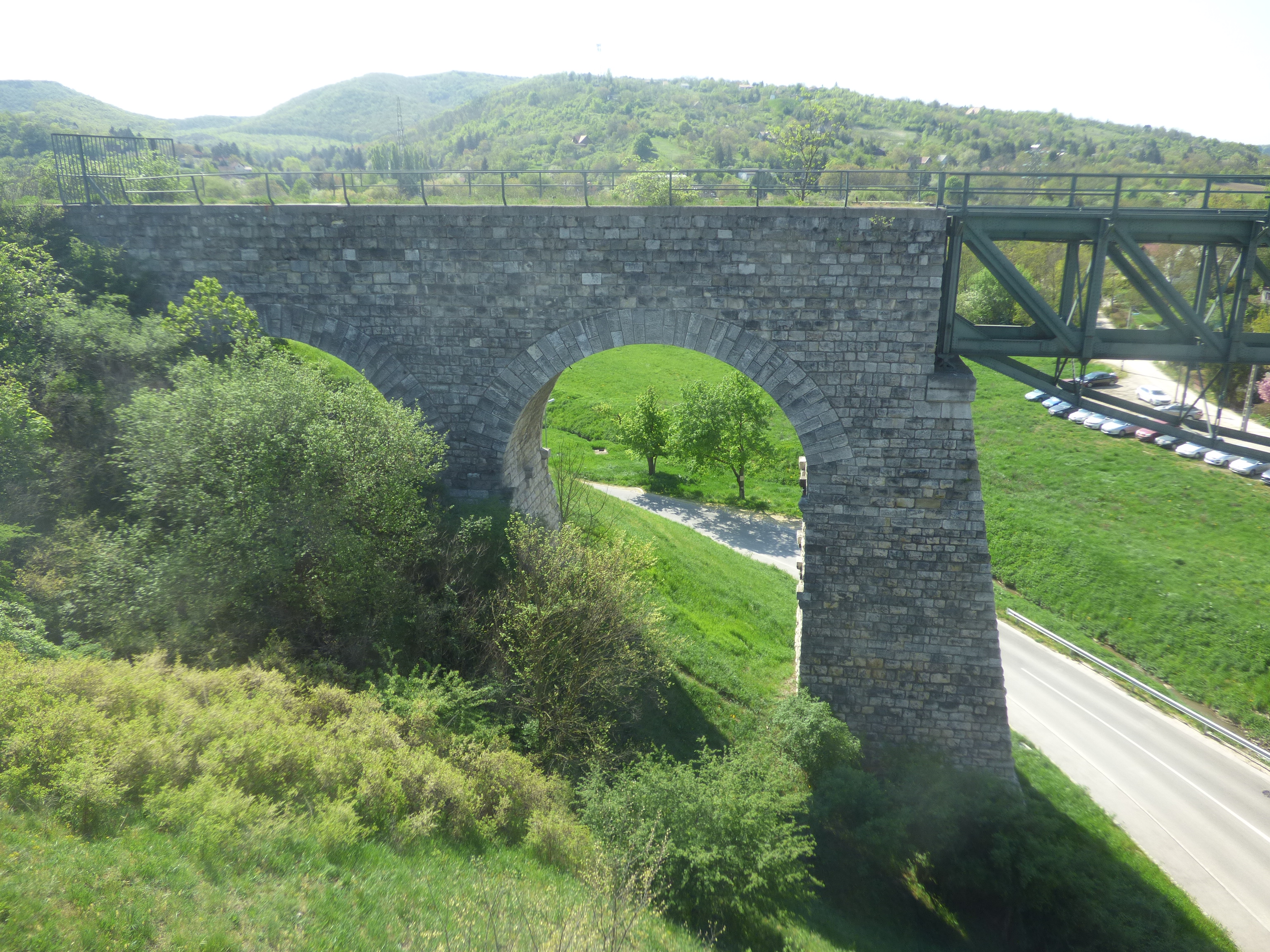
A déli híd hídfője az északiról nézve
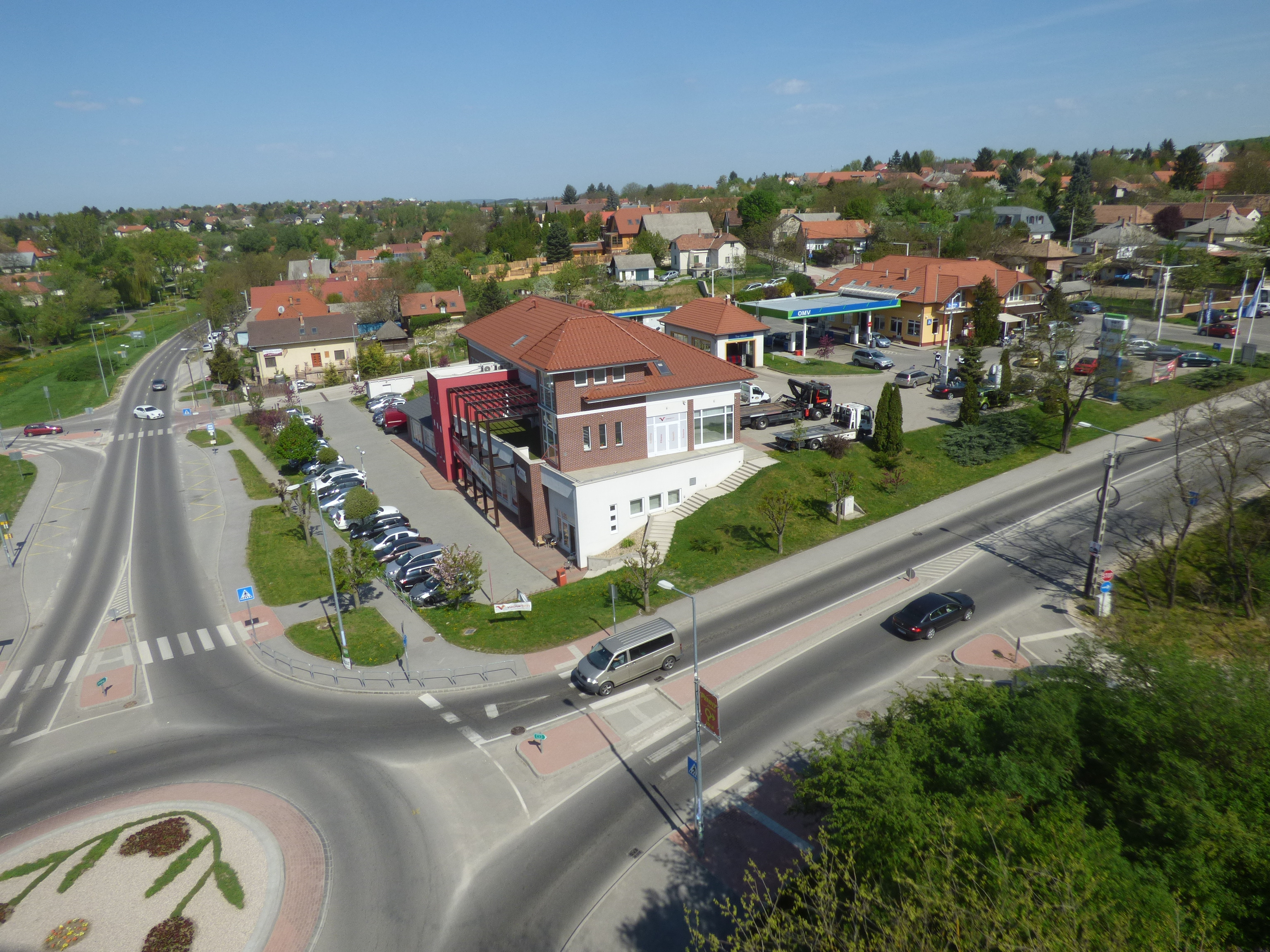
A Fő utca és az Ország út elágazása, középen a sportközpont
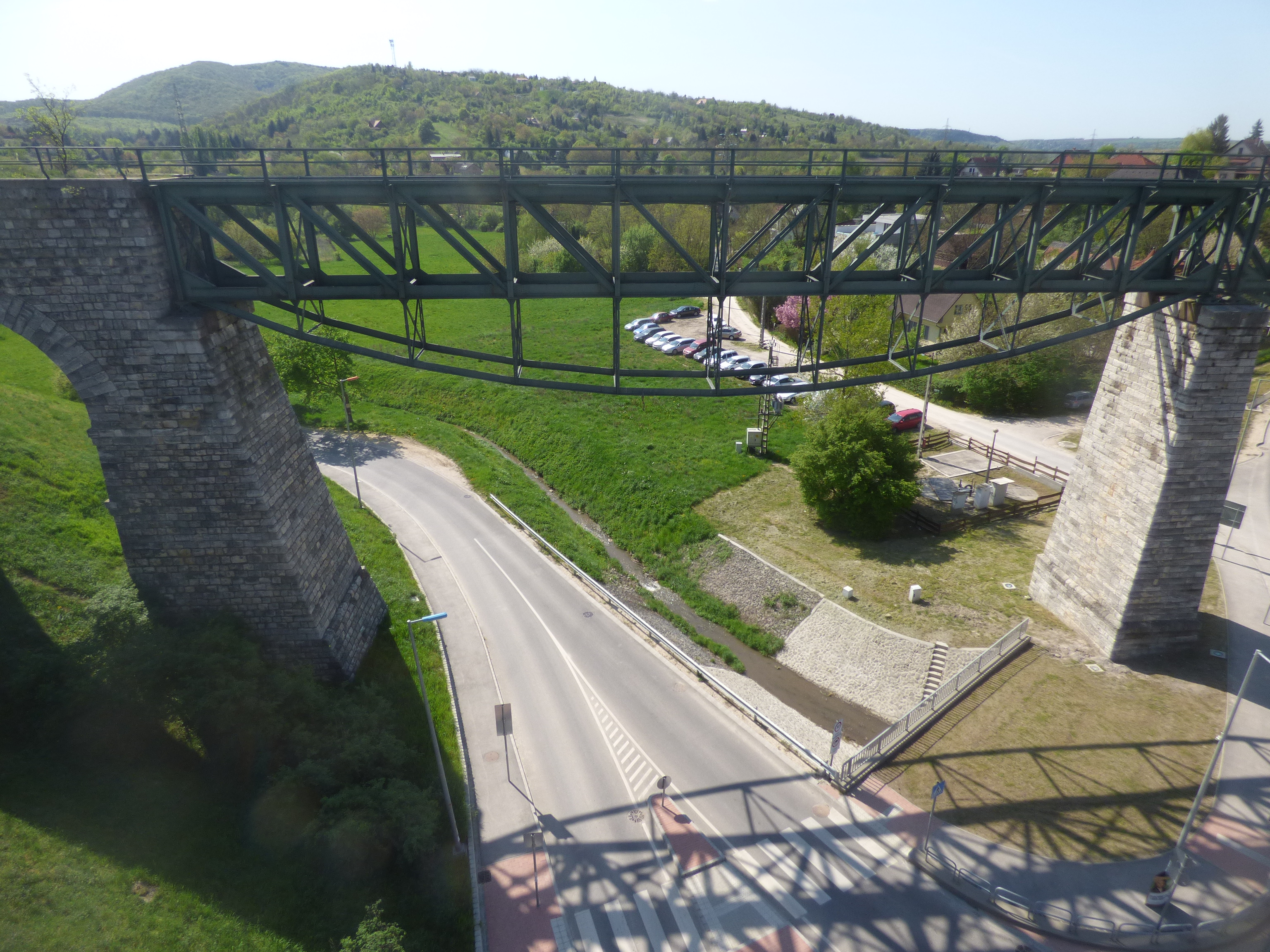
A déli híd az északiról nézve
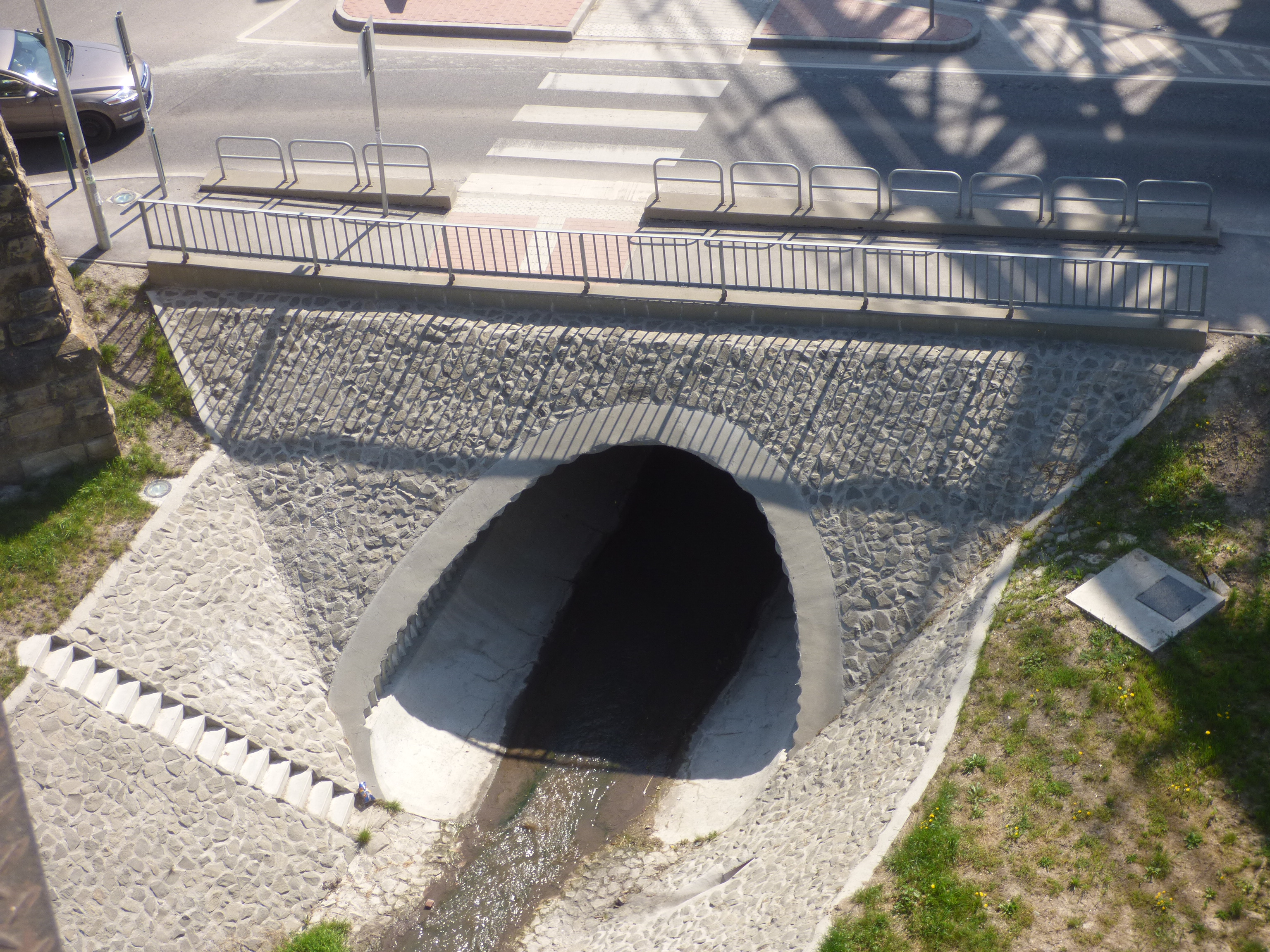
A Füzes-patak befolyása az északi híd alatti körforgalom Szabadság úti kihajtójánál
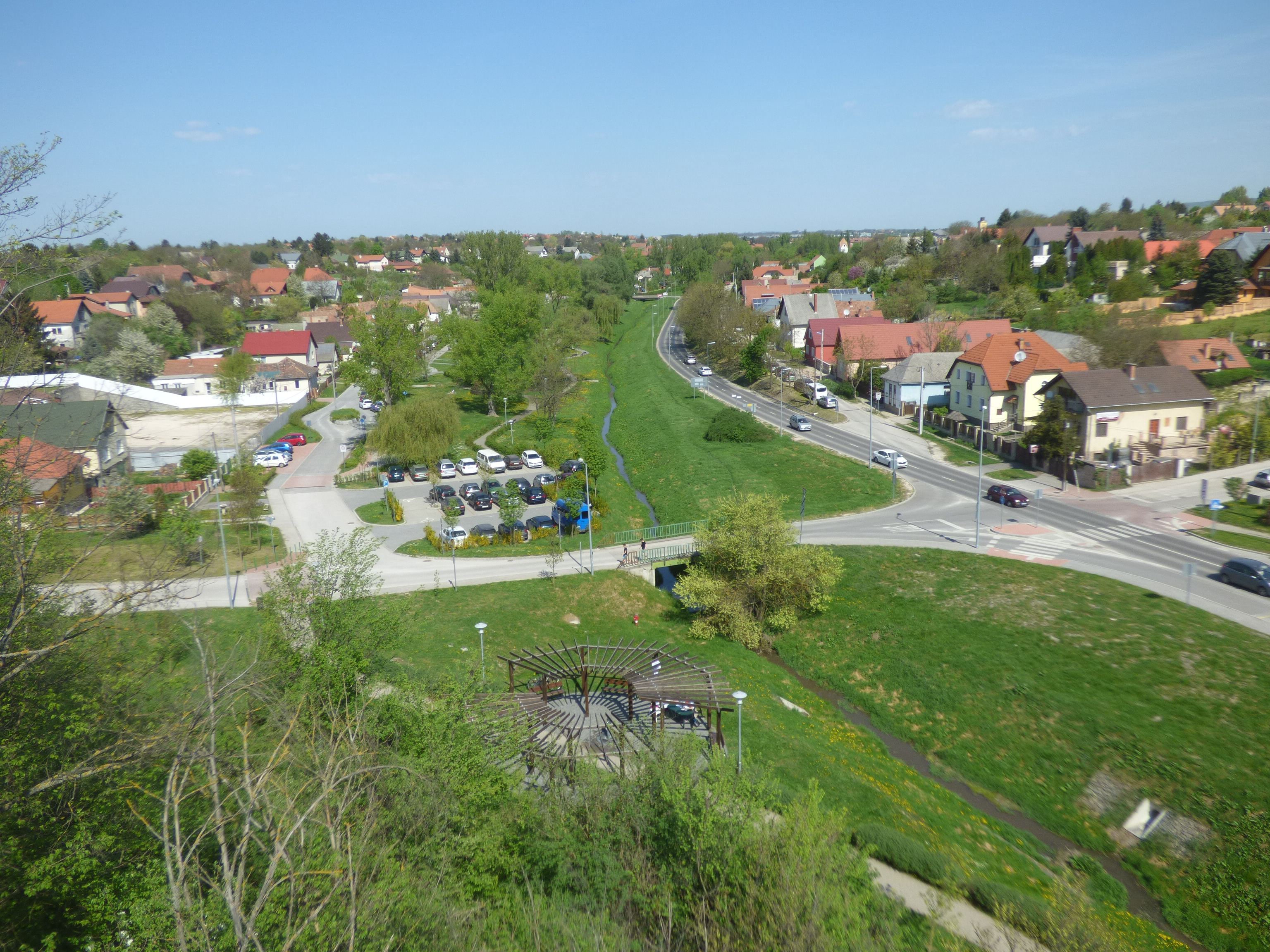
Kilátás a Torbágyot átszelő Fő utca felé